# Frank Knief
Frank Knief (* 1962 oder 1963) ist ein ehemaliger deutscher Tanzsportler.

## Werdegang
Knief tanzte für den Imperial Club Hamburg, wo er und seine Partnerin und spätere Ehefrau Andrea Knief, geborene Schultz, von Werner Führer als Trainer betreut wurden. Seine größten Erfolge feierte das seit Ende Juni 1991 verheiratete Paar ab 1988 als Mitglied des TSC Norderstedt beziehungsweise des 1. SC Norderstedt.
1992 wurde Knief in Moskau mit seiner Frau Andrea als Tanzpartnerin Amateur-Weltmeister in der Wettkampfklasse 10 Tänze (Kombination). Anschließend wechselten sie ins Profilager. Im Laufe ihrer Tanzkarriere gab es für die Kniefs weitere Medaillen bei internationalen Wettkämpfen, darunter WM-Bronze 1989, WM-Silber 1990 und 1991, EM-Bronze 1991, EM-Silber 1992 und Gold beim Weltcup 1990. Frank und Andrea Knief wurden 1989, 1990, 1991 und 1992 Deutsche Meister in der Wettkampfklasse 10 Tänze (Kombination). Beide erhielten in Anerkennung ihrer Leistungen das Silberne Lorbeerblatt.
Frank Knief wurde als Trainer mit A-Schein und als Wertungsrichter tätig. Von 2003 und 2009 war er Nationaltrainer Südafrikas und lebte mit seiner Familie in dieser Zeit in Kapstadt.